# 이스트 센트럴 타워
이스트 센트럴 타워(영어: East Central Tower) 또는 래미안 강동 팰리스 오피스 타워(영어: Raemian Gangdong Palace Office Tower)는 대한민국 서울특별시 강동구 천호동에 위치한 업무용 마천루이다. 최고 36층, 높이 150m의 건축물은 오피스 타워고 2017년 7월에 준공되었다. 총 382대의 주차가 가능하며 연면적은 10만m2이다.

## 역사
건설하기 전 부지는 원래 주택 부지였다. 2013년 11월에 분양 및 착공하여 2017년 3월에 이스트센트럴타워라는 명칭을 정했고 7월 말에 완공되었다. 그리고 7월 31일에 입주가 시작되었다.

## 특징
2017년 7월 강동역에 준공된 3만평(30,000평) 규모의 대형 랜드마크 빌딩, 강동역과 지하로 연결되어 대중교통 접근성이 뛰어나고 외부 조망권 우수하며 업무환경 쾌적, 천호대로변에 위치하여 가시성 우수다. 사선매스 분절, 그린보이드, 커튼월(24T 로이복층유리), 솔리드 벽체(AI. Sheet)가 있다. 보증금은 평당 625,000원, 월임대료는 평당 62,500원, 월관리비는 평당 31,000원(3만 1000원), 주차조건인 무료는 임대면적 100평당 1대, 유료는 별도협의다.

## 내부 시설
다음은 이스트 센트럴 타워의 업무 시설이다. 층별로 지하 2층 ~ 지하 5층은 주차장, 지하 1층은 근린생활시설, 지상 1층은 로비 및 근린생활시설 2층은 로비 및 접견실, 3층 ~ 35층은 업무시설, 36층은 스카이라운지로 구성된다.
| 층수       | 시설                                |
| ---------- | ----------------------------------- |
| 36층       | 루벨 웨딩                           |
| 8층 ~ 35층 | 업무시설                            |
| 7층        | 삼성생명에이젠시 청약               |
| 6층        | 업무시설                            |
| 5층        | 업무시설                            |
| 4층        | 업무시설                            |
| 3층        | 업무시설                            |
| 2층        | 시너지 네트워크마케팅               |
| 1층        | 로비, 투썸플레이스,이마트24         |
| 지하 1층   | 보돌미역, 금돈김치마을, 만랩커피 등 |

## 교통
- ● 수도권 전철 5호선 - 강동역

## 같이 보기
- 서울특별시의 마천루 목록
- 서울 강동구의 마천루 목록
- 래미안